# Candy Shop
"Candy Shop" là một bài hát của rapper người Mỹ hợp tác với ca sĩ người Mỹ Olivia nằm trong album phòng thu thứ hai của anh, The Massacre (2005). Nó được phát hành như là đĩa đơn thứ hai trích từ album vào ngày 15 tháng 2 năm 2005 bởi Shady Records, Aftermath Entertainment, Interscope Records và Universal Music Group. Bài hát được đồng viết lời bởi 50 Cent với Scott Storch, người cũng đồng thời chịu trách nhiệm sản xuất nó với Fat Joe cũng như tham gia thực hiện nhiều bản nhạc khác từ album. "Candy Shop" là một bản dirty rap với nhiều âm hưởng từ âm nhạc Trung Đông, mang nội dung đề cập đến quan điểm của một người đàn ông về tình dục, trong đó sử dụng hình tượng kẹo ngọt như một phép ẩn dụ. Nó đã thu hút nhiều sự so sánh bởi những điểm tương đồng trong phong cách âm nhạc với những tác phẩm được sản xuất bởi Timbaland, The Neptunes và Mannie Fresh, cũng như bị kiểm duyệt gắt gao để phát sóng trên đài phát thanh bởi nội dung ca từ mang xu hướng tình dục rõ ràng của nó.
Sau khi phát hành, "Candy Shop" nhận được những phản ứng trái chiều từ các nhà phê bình âm nhạc, trong đó họ đánh giá cao sự ăn ý giữa hai nghệ sĩ cũng như quá trình sản xuất nó, mặc dù vấp phải nhiều sự chỉ trích bởi tổng thể được cho là sử dụng lại sự hợp tác của 50 Cent với Lil' Kim trong đĩa đơn năm 2003 "Magic Stick". Tuy nhiên, bài hát đã gặt hái nhiều giải thưởng và đề cử tại những lễ trao giải lớn, bao gồm một đề cử giải Grammy cho Bài hát Rap xuất sắc nhất tại lễ trao giải thường niên lần thứ 48. "Candy Shop" cũng tiếp nhận những thành công vượt trội về mặt thương mại, đứng đầu các bảng xếp hạng ở Áo, Đức và Thụy Sĩ, và lọt vào top 10 ở hầu hết những quốc gia nó xuất hiện, bao gồm vươn đến top 5 ở những thị trường lớn như Úc, Bỉ, Đan Mạch, Ý, Hà Lan, New Zealand, Na Uy và Vương quốc Anh. Tại Hoa Kỳ, nó đạt vị trí số một trên bảng xếp hạng Billboard Hot 100 trong chín tuần liên tiếp, trở thành đĩa đơn quán quân thứ ba của 50 Cent và đầu tiên của Olivia tại đây.
Video ca nhạc cho "Candy Shop" được đạo diễn bởi Jessy Terrero, trong đó bao gồm những cảnh 50 Cent tham gia và vui vẻ với những cô gái ở một bữa tiệc tổ chức trong một lâu đài. Nó đã nhận được nhiều lượt yêu cầu phát sóng trên những kênh truyền hình âm nhạc như MTV, VH1 và BET, đồng thời nhận được một đề cử tại giải Video âm nhạc của MTV năm 2005 ở hạng mục Video xuất sắc nhất của nam ca sĩ. Để quảng bá bài hát, nam ca sĩ đã trình diễn "Candy Shop" trên nhiều chương trình truyền hình và lễ trao giải lớn, bao gồm CD:UK, Saturday Night Live và Top of the Pops, cũng như trong nhiều chuyến lưu diễn của anh. Kể từ khi phát hành, bài hát đã được hát lại và sử dụng làm nhạc mẫu bởi nhiều nghệ sĩ, như "Weird Al" Yankovic, Suzanne Vega, Dan Finnerty và The Baseballs, cũng như xuất hiện trong nhiều tác phẩm điện ảnh và truyền hình, bao gồm Crossing Jordan, Date Movie, The Hangover, Little Man, Magic Mike XXL, Morning Glory, New Girl và Rude Tube.

## Danh sách bài hát
Đĩa CD tại châu Âu
1. "Candy Shop" – 3:31
2. "Disco Inferno" – 3:36

Đĩa CD maxi tại châu Âu
1. "Candy Shop" – 3:31
2. "Disco Inferno" – 3:36
3. "Candy Shop" (không lời) – 3:30
4. "Candy Shop" (video ca nhạc) – 4:11

## Xếp hạng
| Bảng xếp hạng (2005)                     | Vị trí cao nhất |
| ---------------------------------------- | --------------- |
| Úc (ARIA)                                | 3               |
| Áo (Ö3 Austria Top 40)                   | 1               |
| Bỉ (Ultratop 50 Flanders)                | 1               |
| Bỉ (Ultratop 50 Wallonia)                | 4               |
| Brazil (ABPD)                            | 6               |
| Canada (Canadian Singles Chart)          | 7               |
| Đan Mạch (Tracklisten)                   | 4               |
| Châu Âu (European Hot 100 Singles)       | 1               |
| Phần Lan (Suomen virallinen lista)       | 11              |
| Pháp (SNEP)                              | 8               |
| Đức (Official German Charts)             | 1               |
| Hy Lạp (IFPI Greece)                     | 8               |
| Ireland (IRMA)                           | 2               |
| Ý (FIMI)                                 | 14              |
| Hà Lan (Dutch Top 40)                    | 4               |
| Hà Lan (Single Top 100)                  | 4               |
| New Zealand (Recorded Music NZ)          | 2               |
| Na Uy (VG-lista)                         | 2               |
| Scotland (OCC)                           | 5               |
| Thụy Điển (Sverigetopplistan)            | 18              |
| Thụy Sĩ (Schweizer Hitparade)            | 1               |
| Anh Quốc (OCC)                           | 4               |
| Anh Quốc R&B (OCC)                       | 2               |
| Hoa Kỳ Billboard Hot 100                 | 1               |
| Hoa Kỳ Hot R&B/Hip-Hop Songs (Billboard) | 1               |
| Hoa Kỳ Pop Airplay (Billboard)           | 5               |
| Hoa Kỳ Hot Rap Songs (Billboard)         | 1               |
| Hoa Kỳ Rhythmic (Billboard)              | 1               |

| Bảng xếp hạng (2005)                 | Vị trí |
| ------------------------------------ | ------ |
| Australia (ARIA)                     | 24     |
| Australia Club (ARIA)                | 41     |
| Australia Urban (ARIA)               | 11     |
| Austria (Ö3 Austria Top 75)          | 20     |
| Belgium (Ultratop 50 Flanders)       | 14     |
| Belgium (Ultratop 40 Wallonia)       | 27     |
| Denmark (Tracklisten)                | 7      |
| Europe (European Hot 100 Singles)    | 12     |
| France (SNEP)                        | 79     |
| Germany (Official German Charts)     | 7      |
| Ireland (IRMA)                       | 16     |
| Italy (FIMI)                         | 80     |
| Netherlands (Dutch Top 40)           | 58     |
| Netherlands (Single Top 100)         | 46     |
| New Zealand (Recorded Music NZ)      | 12     |
| Switzerland (Schweizer Hitparade)    | 6      |
| UK Singles (Official Charts Company) | 29     |
| US Billboard Hot 100                 | 8      |
| US Hot R&B/Hip-Hop Songs (Billboard) | 22     |
| US Pop Songs (Billboard)             | 18     |
| US Rhythmic (Billboard)              | 3      |
| Bảng xếp hạng (2006)                 | Vị trí |
| UK Singles (Official Charts Company) | 178    |

| Bảng xếp hạng (2000-09)          | Vị trí |
| -------------------------------- | ------ |
| Germany (Official German Charts) | 98     |
| US Billboard Hot 100             | 52     |

| Bảng xếp hạng        | Vị trí |
| -------------------- | ------ |
| US Billboard Hot 100 | 377    |

## Chứng nhận
| Quốc gia | Chứng nhận | Số đơn vị/doanh số chứng nhận |
| --- | ---------- | ----------------------------- |
| Úc (ARIA) | Bạch kim   | 70.000^                       |
| Brasil (Pro-Música Brasil) | Vàng       | 40.000*                       |
| Đan Mạch (IFPI Đan Mạch) | Vàng       | 15.000^                       |
| Pháp (SNEP) | —          | 85,600                        |
| Đức (BVMI) | Bạch kim   | 500.000‡                      |
| New Zealand (RMNZ) | Vàng       | 5.000*                        |
| Anh Quốc (BPI) | Bạch kim   | 600.000‡                      |
| Hoa Kỳ (RIAA) Nhạc số | Vàng       | 500.000^                      |
| Hoa Kỳ (RIAA) Nhạc chuông | Bạch kim   | 1.000.000^                    |
| * Chứng nhận dựa theo doanh số tiêu thụ. ^ Chứng nhận dựa theo doanh số nhập hàng. ‡ Chứng nhận dựa theo doanh số tiêu thụ và phát trực tuyến. |            |                               |